# Hasenpfeffer

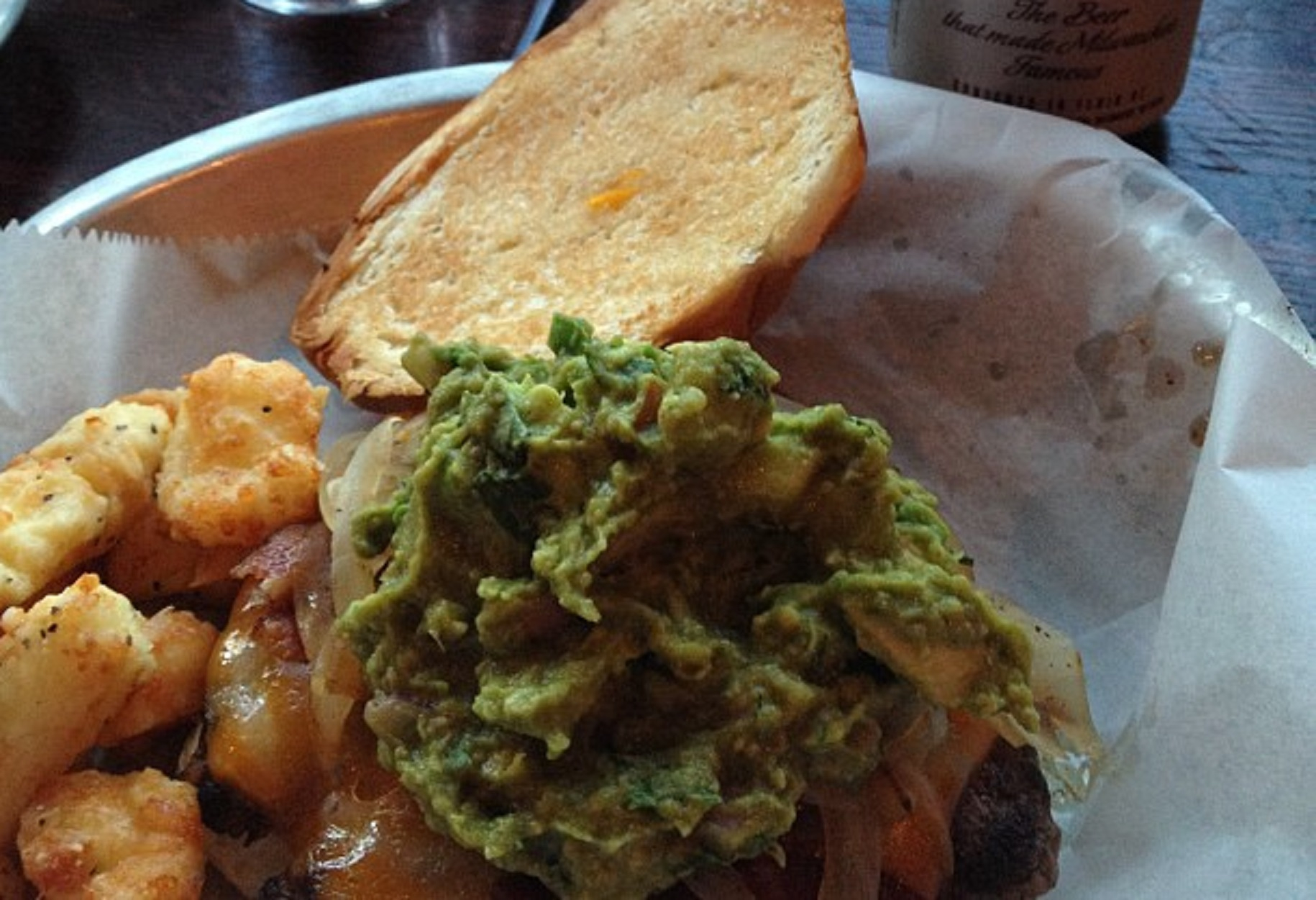
El hasenpfeffer es un plato de origen alemán elaborado a base de carne de liebre.

El hasenpfeffer (en alemán 'liebre de pimienta') es un ragout de carne de liebre (generalmente con los despojos de hígado, corazón, las patas, etcétera), todo ello en una salsa espesada con la propia sangre de la liebre: la denominación pfeffer (que en alemán significa pimienta) si está empleada como sufijo en la denominación de un plato se debe entender que es aderezado con la sangre de la carne. No es así si la palabra pfeffer es empleada como prefijo (como por ejemplo: pfeffersteak).

## Preparación
Se hace dados la carne y se elabora una salsa juntando beicon ahumado, cebollas, y vino tinto, todo ello convenientemente acidulado con zumo de limón. La salsa se prepara con la sangre de la liebre o de cerdo, se sirve todo junto con lombarda.